# Hydroxyurée
L'hydroxyurée, ou hydroxycarbamide (CH4N2O2), commercialisée sous le nom d'Hydrea® ou de Siklos, est une molécule qui a été synthétisée pour la première fois en 1869, mais dont l'intérêt dans le traitement des leucémies ne s'est développé qu'au cours des années 1960.
L'hydroxyurée diffère de l'urée par la présence d'un groupe hydroxyle sur l'un des atomes d'azote.
Cette molécule agit sur la ribonucléotide réductase. Il s'agit de l'enzyme clé de la transformation des quatre ribonucléotides en désoxyribonucléotides essentiels à la synthèse de l'ADN.
L'hydroxyurée est une molécule particulièrement importante intervenant dans le traitement de l'anémie falciforme ou drépanocytose. En effet, elle va stimuler la synthèse d'hémoglobine fœtale (HbF) composée de 2 chaînes alpha et de 2 chaînes gamma. Cela va permettre de compenser la mutation survenue au niveau de la chaîne bêta lors de la drépanocytose. Ainsi, le transport de l'oxygène s'effectue normalement et le risque d'anoxie liée à la drépanocytose est limité. Toutefois, l'augmentation du taux d'hémoglobine fœtale est modérée et il se pourrait que la molécule intervienne par d'autres biais, comme une limitation de la réaction inflammatoire.
À doses plus importantes, l'hydroxyurée est utilisée en onco-hématologie, notamment dans le traitement des syndromes myélo-prolifératifs.
Elle fait partie de la liste des médicaments essentiels de l'Organisation mondiale de la santé (liste mise à jour en avril 2013).

## Chimie
L'hydroxyurée est une hydroxylamine qui possède un tautomère oxime.